# 15609 Kosmaczewski
15609 Kosmaczewski è un asteroide areosecante. Scoperto nel 2000, presenta un'orbita caratterizzata da un semiasse maggiore pari a 2,2709683 UA e da un'eccentricità di 0,2898039, inclinata di 6,73038° rispetto all'eclittica.
L'asteroide è stato dedicato, nel 2002, a Sara Kosmaczewski, una studentessa di Hamden (Connecticut, Stati Uniti), vincitrice del terzo concorso di scienza "Discovery Young Scientist Challenge" del 2001.